# 1555 en musique classique
| \| • Retour à la chronologie générale de la musique classique • \| |
| Grèce • Rome • Haut Moyen Âge • VIIIe siècle • IXe siècle • Xe siècle • XIe siècle XIIe siècle • XIIIe siècle • XIVe siècle • XVe siècle • XVIe siècle • XVIIe siècle XVIIIe siècle • XIXe siècle • XXe siècle • XXIe siècle |
| • Retour à la chronologie générale de la musique classique • |

| Années en musique classique : 1552 - 1553 - 1554 - 1555 - 1556 - 1557 - 1558    |
| Décennies en musique classique : 1520 - 1530 - 1540 - 1550 - 1560 - 1570 - 1580 |

## Événements
- Le plus ancien violon connu à quatre cordes est construit par Andrea Amati (v. 1505/1510-1577).

## Naissances

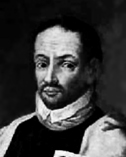
Alonso Lobo

- 11 juin : Lodovico Zacconi, compositeur et théoricien de la musique italien († 23 mars 1627).

Date indéterminée :
- Pierre Bonhomme, compositeur franco-flamand († 1617).
- John Munday, compositeur et organiste anglais († 29 juin 1630).
- Alonso Lobo, compositeur espagnol († 5 avril 1617).

Vers 1555 :
- Vittoria Archilei, cantatrice italienne († vers 1620).
- Alessandro Orologio, compositeur et musicien italien († juin 1603).
- Paolo Quagliati, compositeur et organiste italien († 16 novembre 1628).

## Décès
- Luys de Narváez, vihueliste et compositeur espagnol (° vers 1500).